# هشت‌ضلعی
| هشت‌ضلعی منتظم         | هشت‌ضلعی منتظم                                                              |
| --------------------- | -------------------------------------------------------------------------- |
| یک هشت‌ضلعی منتظم      |                                                                            |
| گوشه و راس‌ها          | 8                                                                          |
| نماد اشلفلی           | {۸}                                                                        |
| مساحت (با a=طول ضلع ) | {\displaystyle 2(1+{\sqrt {2}})a^{2}} {\displaystyle \simeq 4.828427a^{2}} |
| زاویه داخلی (درجه)    | ۱۳۵°                                                                       |

در هندسه، هشت‌ضلعی یا هشت‌گوش (به انگلیسی: Octagon)، یک چندضلعی با هشت ضلع است. یک هشت‌ضلعی منتظم با {۸} نشان داده می‌شود.

## هشت‌ضلعی منتظم
یک هشت‌ضلعی منتظم (به انگلیسی: Regular octagon) دارای ضلع‌های و زاویه‌های داخلی برابر است. این شکل دارای هشت خط برای تقارن بازتابی و تفارن چرخشی (انتقال) است. اندازهٔ زاویه‌های داخلی هر راس آن ۱۳۵° است و اندازهٔ مجموع زاویه‌های داخلی آن ۱۰۸۰ درجه می‌باشد (این مقدار برای همهٔ هشت‌ضلعی‌ها صدق می کند.). مساحت یک هشت‌ضلعی منتظم با روش زیر محاسبه می‌شود.
{\displaystyle A=2\cot {\frac {\pi }{8}}a^{2}=2(1+{\sqrt {2}})a^{2}\simeq 4.828427125\,a^{2}.}
اگر از شعاع دایرهٔ محیطی استفاده شود:
{\displaystyle A=4\sin {\frac {\pi }{4}}R^{2}=2{\sqrt {2}}R^{2}\simeq 2.828427\,R^{2}.}
و اگر از شعاع {\displaystyle r} دایرهٔ محاطی استفاده شود:
{\displaystyle A=8\tan {\frac {\pi }{8}}r^{2}=8({\sqrt {2}}-1)r^{2}\simeq 3.3137085\,r^{2}.}

## نگارخانه

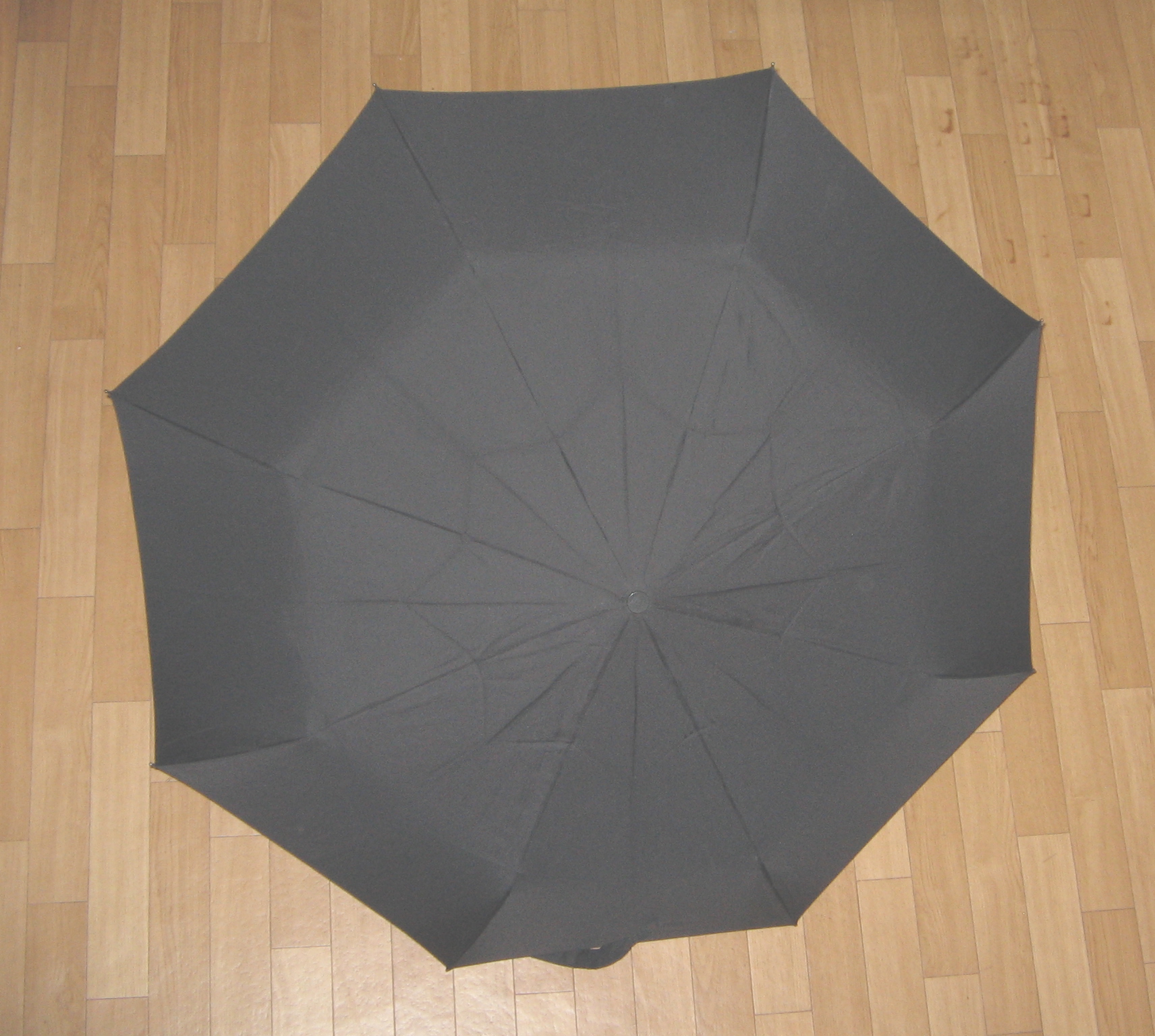
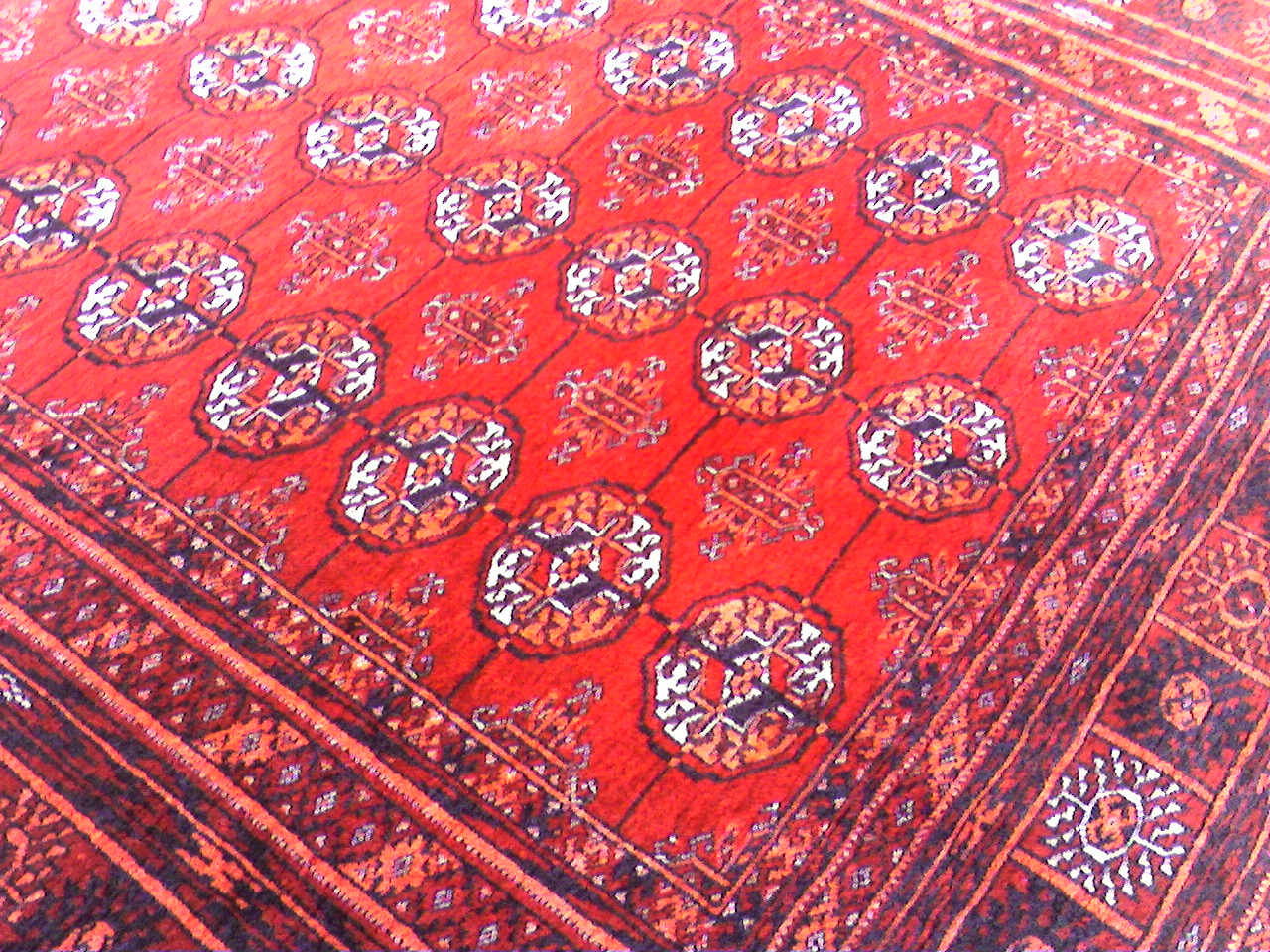
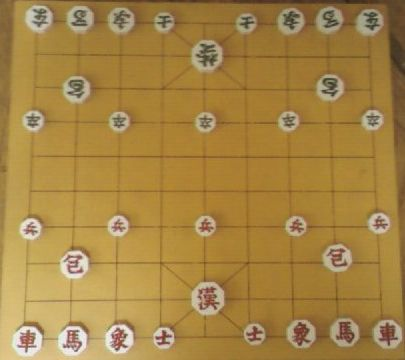
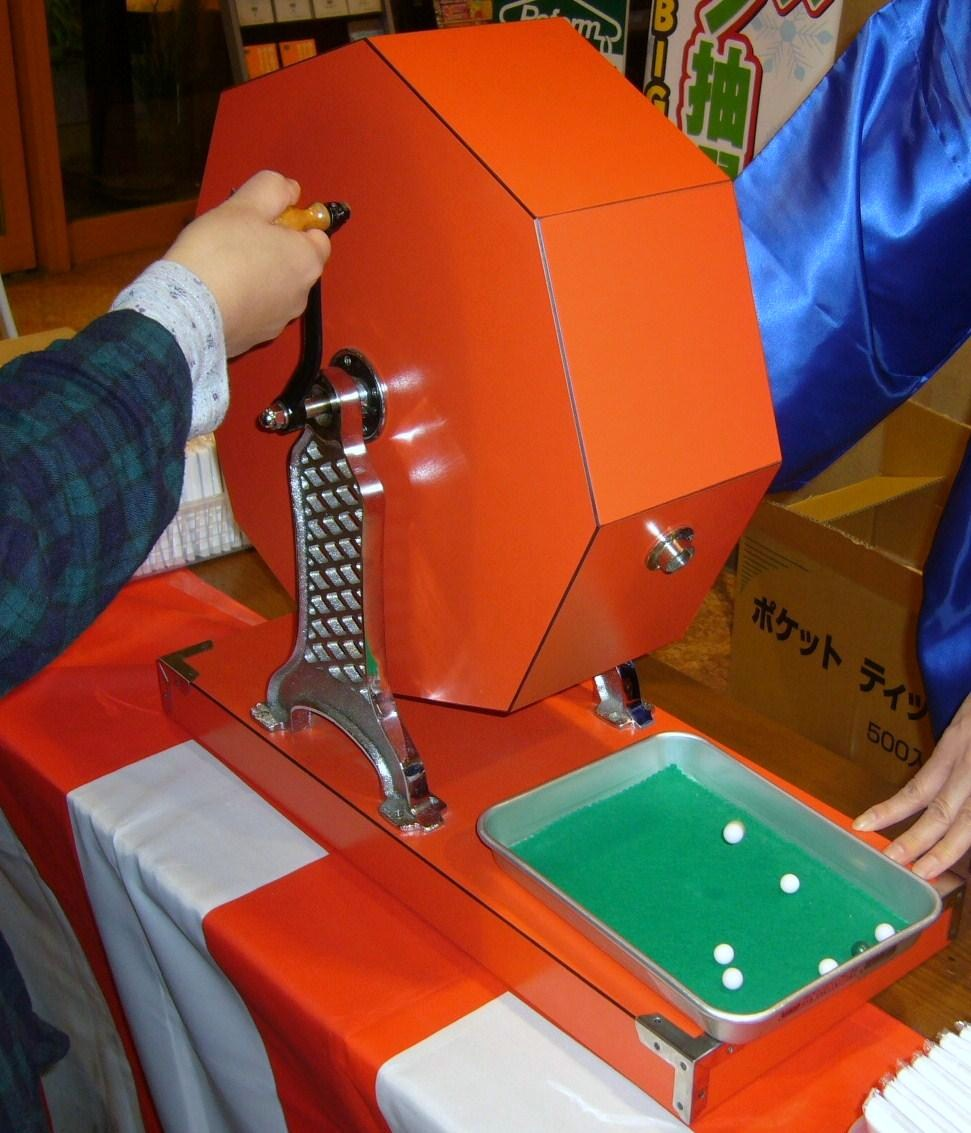